# Friedrich Benjamin Bucher
Friedrich Benjamin Bucher (* 24. Oktober 1771 in Dresden; † 13. Dezember 1826 ebenda) war ein sächsischer Jurist, Wirtschaftspolitiker und Übersetzer.

## Leben

### Familie
Friedrich Benjamin Bucher entstammte dem sächsischen Bürgergeschlecht Bucher und war ein Sohn des Dresdner Rechtsanwalts und Gerichtsaktuars Christian Friedrich Bucher (* 1727 in Wittenberg; † 21. März 1780 in Dresden) und dessen zweite Ehefrau Rosina Margaretha (* 14. Juli 1745 in Bautzen; † 15. September 1801 in Dresden), die Tochter des Kaufmanns Gottfried Ficker; er hatte elf Geschwister, zu diesen gehörten unter anderem der Botaniker Christian Traugott Bucher und der Aktuar der Geheimen Kriegskanzlei in Dresden, Gustav Adolph Bucher (1755–1799).
Der Wittenberger Altertumswissenschaftler Samuel Friedrich Bucher war sein Großvater.
Friedrich Benjamin Bucher war seit dem 13. November 1796 in Dresden mit Catharina Rebecca (* April 1771 in Dresden; † 21. März 1823 ebenda), der Tochter des verstorbenen Seifensieders Benjamin Abraham Fiedler aus Kölleda, verheiratet und hatte mehrere Kinder, unter anderem einen Sohn, der als Advokat in Dresden praktizierte.
Er wurde auf dem Annenfriedhof in Dresden beigesetzt.

### Werdegang
Friedrich Benjamin Bucher besuchte das Gymnasium (siehe Philipp-Melanchthon-Gymnasium Bautzen) in Bautzen und immatrikulierte sich zu einem Studium der Rechtswissenschaften an der Universität Leipzig, das er 1792 beendete.
Nach seinem Studium war er bis 1802 als Advokat in Dresden tätig, bis er als erster Sekretär bei der Landes-Ökonomie-, Manufaktur- und Kommerziendeputation angestellt wurde; 1807 rückte er zum zweiten Wirklichen Assessor des Kollegiums auf.
1816 erhielt er den Auftrag, nach St. Petersburg zu reisen, um den Handelsverkehr zu fördern. Nach einem viermonatigen Aufenthalt kehrte er nach Dresden zurück und wurde kurz darauf zum sächsischen Hofrat ernannt.
Er beschäftigte sich in seinen Privatstudien vorwiegend mit der spanischen Sprache. Seine Bibliothek enthielt eine große Auswahl an spanischer Literatur.
1797 verfasste er unter anderem das Manual para los Negociadores Españoles y Alemanes, das sich größtenteils auf den Handel – via Spanien – mit Lateinamerika konzentrierte. Über einen längeren Zeitraum beschäftigte er sich mit dem Versuch, eine Statistik Spaniens auszuarbeiten, konnte dieses jedoch nicht vollenden. Durch seine Veröffentlichungen wurde das Interesse vor allem der Oberlausitzer und schlesischen Leinwandverleger am Export nach Spanisch-Amerika dokumentiert.

## Schriften (Auswahl)
- Friedrich Benjamin Bucher, Giuseppe Palmieri: Betrachtungen über Staatenwohl und Völkerglück. Leipzig, 1792 (Digitalisat).
- Ueber die chursächsischen Leinwandmanufakturen zu Anfang dieses Jahrhunderts. In: Christian Ernst Weiße (Hrsg.): Musäum für die Sächsische Geschichte, Litteratur und Staatskunde, Band 2. Leipzig, 1795. S. 1–41 (Digitalisat).
- Manual para los Negociadores Espanoles y Alemanes oder spanisches Lesebuch für den Kaufmann. Leipzig, 1797.
- Spanische und portugiesische Miscellen. 
  - Band 1. Leipzig, 1806 (Digitalisat).
- Der Charakter des Spaniers. Dresden, 1819.
- Materialien zur chursächsischen Statistik (Manuskript).
  - Band 1. 1796 (Digitalisat).
  - Band 2. ohne Datum (Digitalisat).
  - Band 3. 1800 (Digitalisat).